# Rue Amélie (Paris)
Pour les articles homonymes, voir Rue Amélie.
Ne doit pas être confondu avec Villa Amélie.
La rue Amélie est une voie du 7e arrondissement de Paris, en France.

## Situation et accès
La rue Amélie est une voie publique située dans le 7e arrondissement de Paris. Elle débute au 91, rue Saint-Dominique et se termine au 170 bis, rue de Grenelle.

## Origine du nom

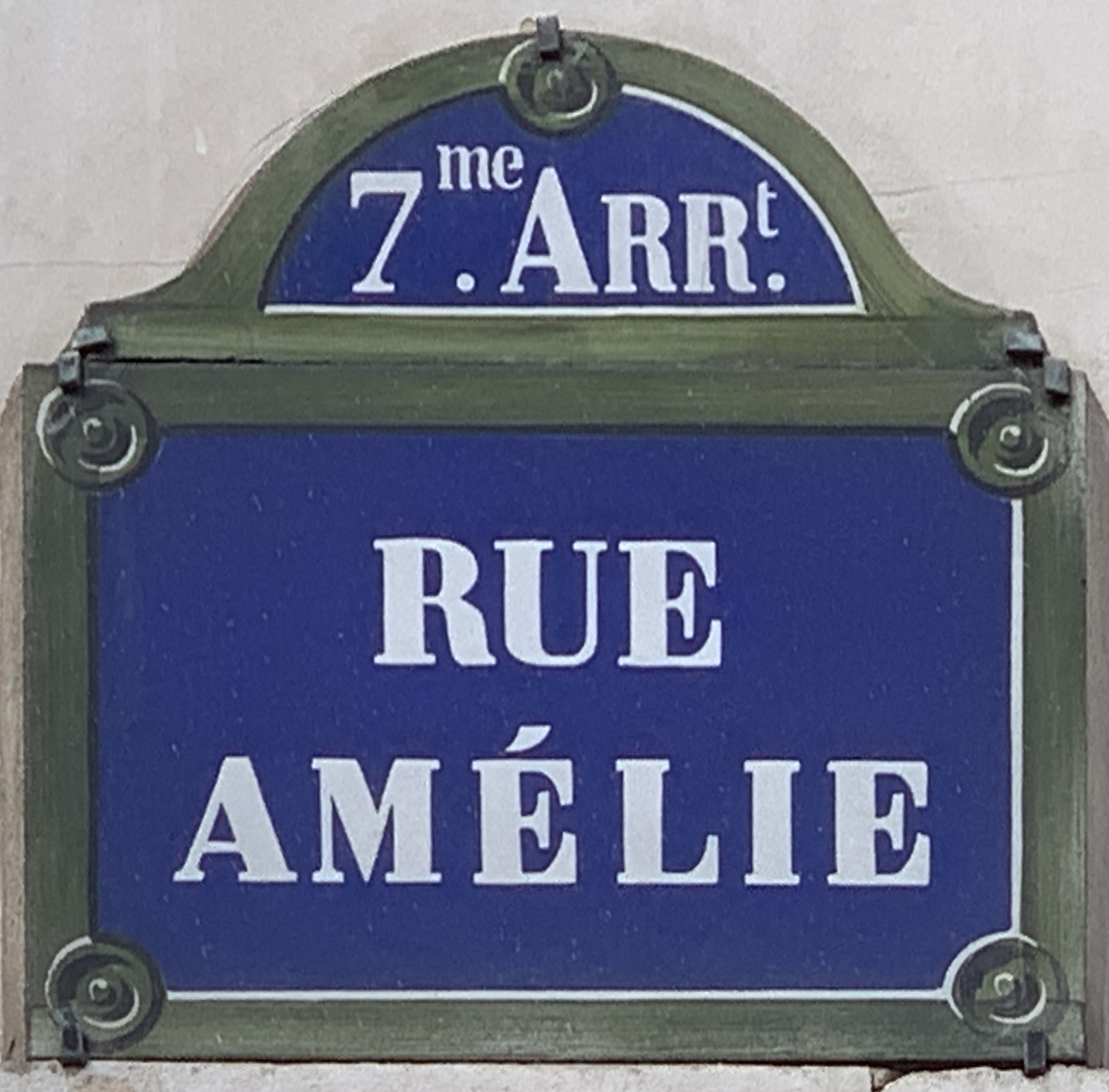
Plaque de la rue.

Cette rue porte le prénom de la fille de M. Pihan de Laforest, l'un des anciens propriétaires riverains,.

## Historique
Les sieurs Wauthy et Fabus de Maisoncelle, propriétaires de terrains situés entre les rues Saint-Dominique et de Grenelle-Saint-Germain, au Gros-Caillou, obtinrent le 6 septembre 1772 des lettres patentes qui autorisaient le percement d'une rue de 24 pieds de largeur. Ces deux propriétaires devaient concéder gratuitement, et chacun par moitié, l'emplacement nécessaire à l'exécution du percement. Ces lettres patentes furent enregistrées au Parlement le 23 août 1774.
Un seul propriétaire remplit cette condition. Il en résulta que la rue ne fut ouverte que sur la moitié de la largeur fixée par les lettres patentes. Cet état de choses durait encore en 1823. À cette époque, M. Pihan de Laforest, propriétaire riverain, et un grand nombre d'habitants s'adressèrent à l'autorité supérieure, et demandèrent l'exécution complète des lettres patentes de 1772.
Cette demande fut accueillie favorablement, et le ministre de l'Intérieur décida, par décret ministériel du 12 juin 1824, que la rue, qui jusqu'alors n'était connue sur les plans que sous le nom de « rue Projetée », s'appellerait désormais « rue Amélie ».
Cependant, les clauses insérées dans les lettres patentes ne furent point exécutées. Des contestations s'élevèrent entre la ville de Paris et les propriétaires du terrain qui devait être livré pour l'exécution complète du percement. Un jugement du tribunal de première instance débouta, en 1826, la ville de ses prétentions et en 1832, un arrêté du préfet de la Seine prescrivit l'établissement de clôtures aux deux extrémités de la rue Amélie.
Le 13 octobre 1859, une ordonnance du préfet de police autorisa la circulation du public dans la rue Amélie.
Kristin Harmel publie en 2018 The Room on Rue Amelie, une fiction historique au sujet de la rue.

## Lieux notables
- N°19 : Le Centre de sociologie des organisations de l'IEP de Paris s'y trouve de 1980 jusqu'à 2022, lors de son déménagement à l'Hôtel de l'Artillerie[4]. Le Centre d'études arctiques dirigé par Jean Malaurie, ainsi que le Centre international de recherche sur l'environnement et le développement dirigé par Olivier Godard, y logent aussi un temps[4]. Les Éditions Denoël ont eu leurs locaux au n°19 également[5] à leur fondation, utilisant la chapelle désaffectée comme un entrepôt[6].